# Vehbi Dibra
Vehbi Dibra właśc. Haxhi Abdyl Azis Vehbi Agolli (ur. 12 marca 1867 w Dibrze, zm. 24 marca 1937 w Tiranie) – albański polityk i działacz niepodległościowy, duchowny muzułmański.

## Życiorys
Był synem duchownego muzułmańskiego Ahmeta (Effendi) Agolliego. W młodości studiował filozofię i teologię islamu. Jako mufti Dibry w 1909 został wybrany przewodniczącym albańskiego kongresu narodowego, który odbył się w Dibrze. W 1912 brał udział w powstaniu antyosmańskim. W tym samym roku został wybrany delegatem prefektury Dibra na zgromadzenie we Wlorze, które uchwaliło deklarację niepodległości. Jako duchowny sunnicki wydał fatwę uznającą deklarację za dar od Boga. Dibra znalazł się wśród osiemnastu delegatów zgromadzenia, którzy weszli w skład Senatu i został wybrany jego przewodniczącym.
W 1920 Vehbi Dibra został wybrany Wielkim Muftim Albanii. Dzięki niemu w 1923 albańscy muzułmanie uniezależnili się od Stambułu, powołując do życia samodzielną Wspólnotę Muzułmańska Albanii (Komuniteti Mysliman të Shqipërisë). Był inicjatorem powstania nowej medresy w Tiranie. Dibra kierował wspólnotą sunnicką do 1929, kiedy zastąpił go Bexhet Shapati. W tym czasie dokonano rejestracji i reorganizacji wakufów, zreorganizowano lokalne wspólnoty muzułmańskie, a administracja wspólnoty została scentralizowana. Z inicjatywy Vehbi Dibry rozpoczęto publikację tygodnika Zani i Naltë, w którym propagowano wprowadzanie języka albańskiego do ceremonii religijnych. W tygodniku Dibra publikował teksty teologiczne, ale także przekłady i artykuły publicystyczne.
Imię Vehbi Dibry nosi jedna z ulic we wschodniej części Peshkopii.